# 寺前村古文化遗址
31°11′58″N 121°06′21″E / 31.19952°N 121.10593°E
寺前村古文化遗址，位于中华人民共和国上海市青浦区香花桥街道天一村东北侧，是一个古文化遗址、上海市文物保护单位。

## 特点
寺前村古文化遗址，位于县城北约四公里的大盈乡寺前村（现香花桥街道天一村），遗址在村后的土墩上，面积大约2万平方米，墩高1.5米、南北长约150米、东西约140米，东、北、西三面为寺溪河环绕。1966年，村民在平整土地时发现。上海市文物管理委员会发现遗址有3个文化堆积层：上层为灰黑土层，为春秋战国时期的印纹陶文化，出土器物有印纹硬陶坛、罐及原始瓷碗和杯等。中为黄褐土层，是周朝几何印纹陶文化亭林类型，出土器物有带柄石刀、器足外撇的鼎、浅腹三足盘、敞口深腹高圈足簋、高颈折肩尊等。下为灰土层，出土了崧泽文化的多节把镂孔豆、镂孔双腹花瓣足罐、筒形花瓣足杯，以及良渚文化的贯耳壶、扁方足鼎和长方形穿孔石斧、石镰等。1977年12月7日，被认定为上海市文物保护单位。